# Muhlenbergia torreyana
Muhlenbergia torreyana är en gräsart som först beskrevs av Schult., och fick sitt nu gällande namn av Albert Spear Hitchcock. Muhlenbergia torreyana ingår i släktet muhlygräs, och familjen gräs. Inga underarter finns listade i Catalogue of Life.